# Karol Kurpiński
Karol Kurpiński, född 6 mars 1785 i Gmina Włoszakowice, död 18 september 1857 i Warszawa, var en polsk pianist och tonsättare.

## Biografi
Karol Kurpiński föddes 6 mars 1785. Kurpiński arbetade som tonsättare och pianist. Han utnämndes av kejsaren Alexander till kapellmästare och riddare av Stanislaiorden.
Kurpiński har gett ut en lärobok i klaverspelning tillsammans med anvisningar till harmonilära. Han har även komponerat operor, mazurkor, polskor, kyrkosånger och pianostycken.